# Женская сборная Фиджи по футболу
Женская сборная Фиджи по футболу представляет Фиджи в международных матчах по футболу. Управляется футбольной ассоциацией Фиджи. На 25 августа 2023 года занимает 71 место в рейтинге ФИФА.

## История выступления на международных турнирах

### Кубки наций ОФК
| Финальная стадия | Финальная стадия | Финальная стадия | Финальная стадия | Финальная стадия | Финальная стадия | Финальная стадия | Финальная стадия | Финальная стадия | Финальная стадия |                          | Квалификация             | Квалификация             | Квалификация             | Квалификация             | Квалификация             | Квалификация             | Квалификация |
| Год              | Раунд            | Место            | И                | В                | Н                | П                | МЗ               | МП               | РМ               | И                        | В                        | Н                        | П                        | МЗ                       | МП                       | РМ                       |              |
| ---------------- | ---------------- | ---------------- | ---------------- | ---------------- | ---------------- | ---------------- | ---------------- | ---------------- | ---------------- | ------------------------ | ------------------------ | ------------------------ | ------------------------ | ------------------------ | ------------------------ | ------------------------ | ------------ |
| 1983             |                  | 4                | 3                | 0                | 0                | 3                | 1                | 30               | −29              | Квалификация отсутствует | Квалификация отсутствует | Квалификация отсутствует | Квалификация отсутствует | Квалификация отсутствует | Квалификация отсутствует | Квалификация отсутствует |              |
| 1986             | Не участвовала   | Не участвовала   | Не участвовала   | Не участвовала   | Не участвовала   | Не участвовала   | Не участвовала   | Не участвовала   | Не участвовала   | Квалификация отсутствует | Квалификация отсутствует | Квалификация отсутствует | Квалификация отсутствует | Квалификация отсутствует | Квалификация отсутствует | Квалификация отсутствует |              |
| 1989             | Не участвовала   | Не участвовала   | Не участвовала   | Не участвовала   | Не участвовала   | Не участвовала   | Не участвовала   | Не участвовала   | Не участвовала   | Квалификация отсутствует | Квалификация отсутствует | Квалификация отсутствует | Квалификация отсутствует | Квалификация отсутствует | Квалификация отсутствует | Квалификация отсутствует |              |
| 1991             | Не участвовала   | Не участвовала   | Не участвовала   | Не участвовала   | Не участвовала   | Не участвовала   | Не участвовала   | Не участвовала   | Не участвовала   | Квалификация отсутствует | Квалификация отсутствует | Квалификация отсутствует | Квалификация отсутствует | Квалификация отсутствует | Квалификация отсутствует | Квалификация отсутствует |              |
| 1995             | Не участвовала   | Не участвовала   | Не участвовала   | Не участвовала   | Не участвовала   | Не участвовала   | Не участвовала   | Не участвовала   | Не участвовала   | Квалификация отсутствует | Квалификация отсутствует | Квалификация отсутствует | Квалификация отсутствует | Квалификация отсутствует | Квалификация отсутствует | Квалификация отсутствует |              |
| 1998             | 1/2 финала       | 4                | 4                | 1                | 0                | 3                | 6                | 38               | −32              | Квалификация отсутствует | Квалификация отсутствует | Квалификация отсутствует | Квалификация отсутствует | Квалификация отсутствует | Квалификация отсутствует | Квалификация отсутствует |              |
| 2003             | Не участвовала   | Не участвовала   | Не участвовала   | Не участвовала   | Не участвовала   | Не участвовала   | Не участвовала   | Не участвовала   | Не участвовала   | Квалификация отсутствует | Квалификация отсутствует | Квалификация отсутствует | Квалификация отсутствует | Квалификация отсутствует | Квалификация отсутствует | Квалификация отсутствует |              |
| 2007             | Не участвовала   | Не участвовала   | Не участвовала   | Не участвовала   | Не участвовала   | Не участвовала   | Не участвовала   | Не участвовала   | Не участвовала   | Квалификация отсутствует | Квалификация отсутствует | Квалификация отсутствует | Квалификация отсутствует | Квалификация отсутствует | Квалификация отсутствует | Квалификация отсутствует |              |
| 2010             | гр. турнир       |                  | 3                | 0                | 1                | 2                | 1                | 5                | −4               | Квалификация отсутствует | Квалификация отсутствует | Квалификация отсутствует | Квалификация отсутствует | Квалификация отсутствует | Квалификация отсутствует | Квалификация отсутствует |              |
| 2014             | Не участвовала   | Не участвовала   | Не участвовала   | Не участвовала   | Не участвовала   | Не участвовала   | Не участвовала   | Не участвовала   | Не участвовала   | Квалификация отсутствует | Квалификация отсутствует | Квалификация отсутствует | Квалификация отсутствует | Квалификация отсутствует | Квалификация отсутствует | Квалификация отсутствует |              |
| 2018             | финалист         | 2                | 5                | 3                | 0                | 2                | 20               | 19               | +1               | 3                        | 2                        | 1                        | 0                        | 7                        | 1                        | +6                       |              |
| 2022             | финалист         | 2                | 5                | 3                | 1                | 1                | 10               | 5                | +5               | Квалификация отсутствует | Квалификация отсутствует | Квалификация отсутствует | Квалификация отсутствует | Квалификация отсутствует | Квалификация отсутствует | Квалификация отсутствует |              |
| Всего            | 5/12             | —                | 20               | 7                | 2                | 11               | 38               | 97               | −59              | 3                        | 2                        | 1                        | 0                        | 7                        | 1                        | +6                       |              |

### Тихоокеанские игры
| Год   | Раунд      | Место | И  | В  | Н | П | МЗ | МП | РМ  |
| ----- | ---------- | ----- | -- | -- | - | - | -- | -- | --- |
| 2003  |            | 5     | 6  | 3  | 1 | 2 | 11 | 8  | +3  |
| 2007  | 1/2 финала | 3     | 6  | 5  | 0 | 1 | 12 | 2  | +10 |
| 2011  | 1/2 финала | 3     | 5  | 3  | 0 | 2 | 5  | 9  | −4  |
| 2015  | гр. турнир | 6     | 2  | 0  | 1 | 1 | 2  | 6  | −4  |
| 2019  |            | 3     | 5  | 4  | 0 | 1 | 21 | 3  | +18 |
| Всего | 5/5        | —     | 24 | 15 | 2 | 7 | 51 | 28 | +23 |

1. 1 2  В ничьи включены также матчи плей-офф, которые завершились послематчевыми пенальти.